# STS-29
STS-29は、アメリカ航空宇宙局のスペースシャトルのミッションであり、ディスカバリーを用いて、地球の軌道にTDRS衛星が投入された。1986年のチャレンジャー号爆発事故後3度目のミッションであり、1989年3月13日にフロリダ州のケネディ宇宙センターから打ち上げられた。STS-29はディスカバリーにとって8度目の飛行であり、全体では28回目のスペースシャトルのミッションであった。この前に行われることが計画されていたSTS-28は、1989年8月まで延期された。

## 乗組員
- 船長 - マイケル・コーツ（英語版） (2)
- 操縦手 - ジョン・ブラハ (1)
- ミッションスペシャリスト1 - ロバート・スプリンガー（英語版） (1)
- ミッションスペシャリスト2 - ジェームズ・ブフリ（英語版） (3)
- ミッションスペシャリスト3 - ジェームズ・P・バジアン（英語版） (1)

## ミッションの概要
ディスカバリーは、1989年3月13日午前9時57分(EST)にケネディ宇宙センター第39発射施設から打ち上げられた。打上げは元々2月18日に予定されていたが、3つのメインエンジンの故障した液体酸素ターボポンプを交換するために延期された。打上げは3月11日に再設定されたが、打上げ前チェックの際に発見されたマスター・イベント・コントローラーの故障のため、さらに延期された。再々設定された3月13日の打上げでも、地上の霧と上空の風のため、打上げは2時間近く遅れた。
最も重要なペイロードは、対地同期軌道上に展開するTDRSの3機目で最後となる衛星である。3機の衛星は赤道上空22,300マイルに留まり、そのうち2機は130°離れ、3機目は予備としてその間に配置された。
飛行1日目、シャトルの燃料を産み出す燃料電池に供給される3つの極低温水素タンク
の内の1つが異常な圧力変動を示した。問題の調査中は停止させられ、乗組員は電力を節約するように言われた。タンクは飛行3日目の3月15日に再起動され、その後は順調に作動した。
ディスカバリーは、着陸地点での風が強まる前に着陸するため、計画より1周少ない地球80周の飛行を終え、1989年3月18日午前9時35分(EST)にエドワーズ空軍基地第22滑走路に着陸した。合計のミッション期間は、4日間と23時間39分であった。

### ペイロードと実験
このミッションの最も重要なペイロードは、TDRS-4衛星とそれに附属する慣性上段ロケットであった。衛星は打上げから6時間以内の午前3時12分(EST)にシャトルのペイロードベイから放出された。その1時間後に、慣性上段ロケットの1度目の点火が行われ、円形軌道にするための2度目の点火は12時間30分行われた。衛星は、西経41°の地点に配置された。
ディスカバリーは、2つのShuttle Student Involvement Program実験を含む、その他8つのペイロードも運んだ。Shuttle Student Involvement Program実験の1つでは、小さな骨片が除去された4匹のラットを用いて、宇宙飛行環境が骨の治癒にどのような影響を与えているかが実験された。もう1つでは、32個の鶏卵を用いて、宇宙飛行環境による鶏の胚の孵化への影響が実験された。
ペイロードベイで行われたある実験では、「部分的成功」とされた。将来のフリーダム宇宙ステーションの冷却系として計画されていたSpace Station Heat Pipe Advanced Radiator Elementの30分未満の連続運転に成功した。ただし装置の設計、特に連結管の部分に不具合があり、完全な成功にはならなかった。
その他の実験は、全て成功した。Protein Crystal Growthでは、全てのタンパク質から結晶が得られた。生物科学実験のChromosomes and Plant Cell Division in Space (CHROMEX)は、根の発達における微小重力の効果を示すために行われた。IMAXの映画Blue Planetのために、70mmのIMAXカメラを用いて、洪水、ハリケーン、山火事、火山の噴火など様々な場面が撮影された。またオービタを標的として用い、ハワイにあるアメリカ空軍マウイ光学観測所で校正の実験が行われた。

## Wake-up calls
NASAは、ジェミニ計画の時から、宇宙飛行士のために音楽を用い始め、アポロ15号の時に初めて起床のために用いた。それぞれの曲は、しばしば宇宙飛行士の家族が特別に選んだもので、各々の乗組員にとって特別な意味を持つものか、日々の活動に適したものである。
| 日    | 曲                        | 歌手/作曲家              |
| ----- | ------------------------- | ------------------------ |
| 2日目 | "I Got You (I Feel Good)" | ジェームス・ブラウン     |
| 3日目 | 『海兵隊讃歌』            |                          |
| 4日目 | 『宇宙大作戦のテーマ』    | アレクサンダー・カレッジ |
| 5日目 | 『ヘイホー』              | 映画『白雪姫』           |
| 6日目 | 『この素晴らしき世界』    | ルイ・アームストロング   |

## ギャラリー

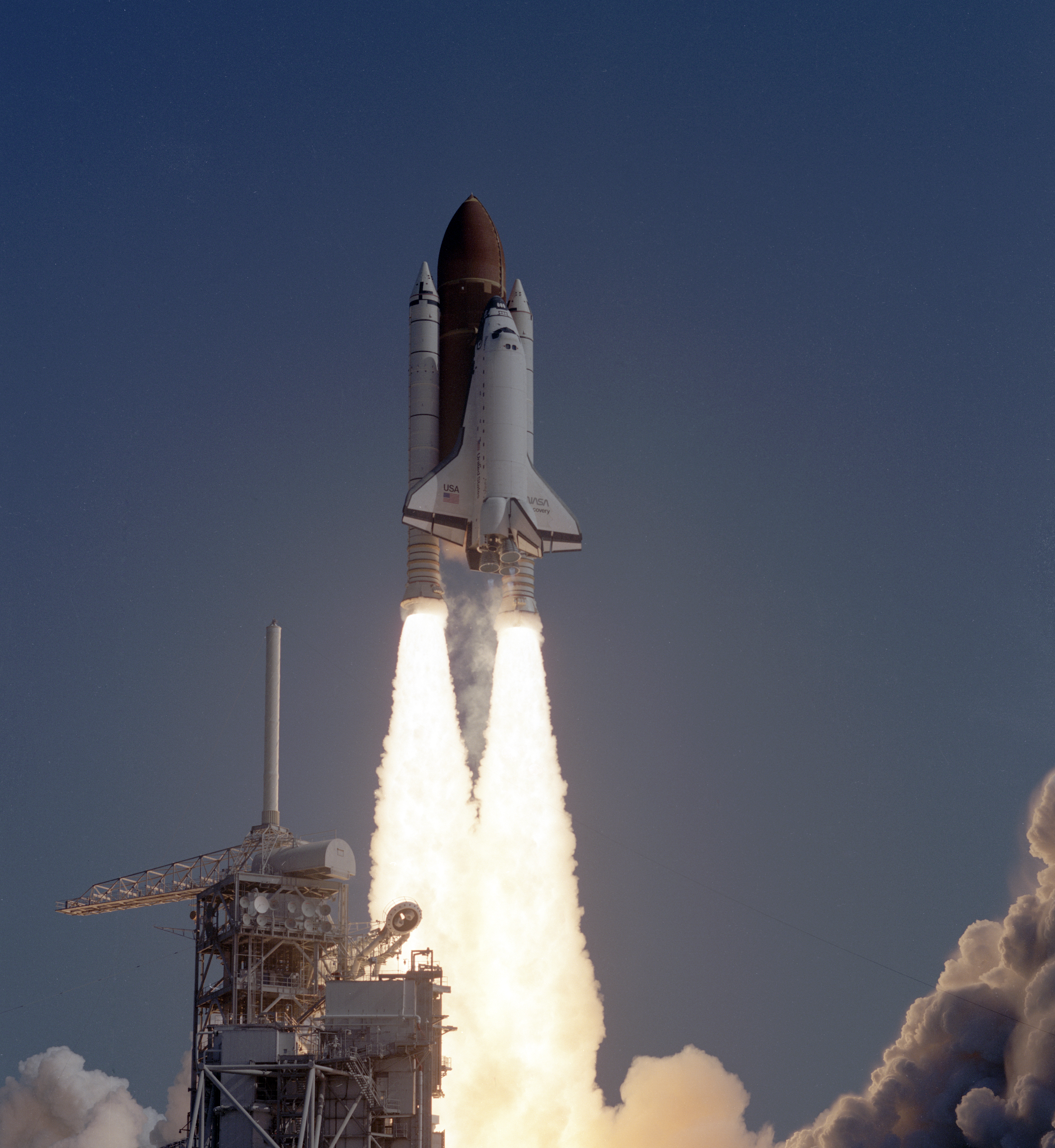
STS-29の打上げ
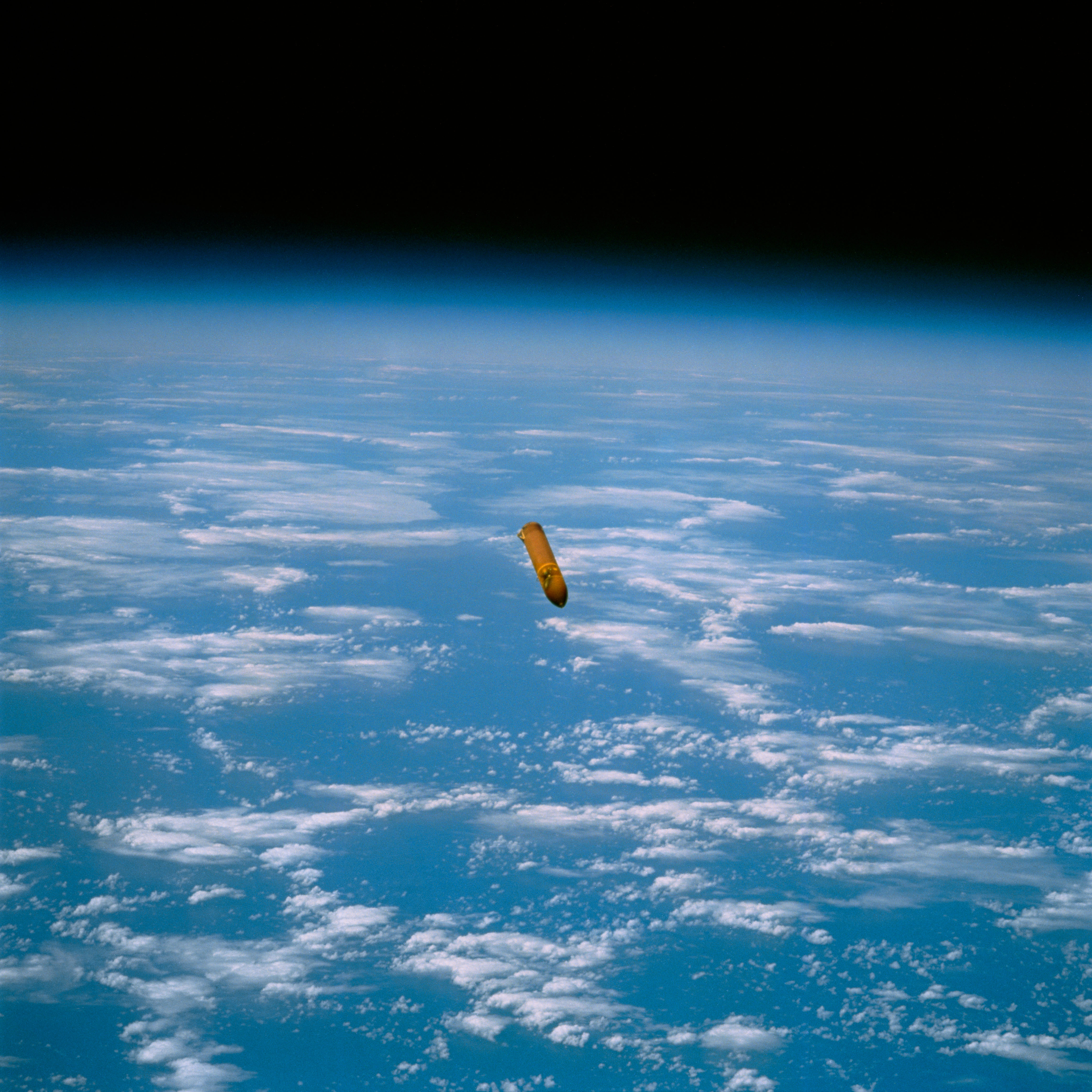
スペースシャトル外部燃料タンクの分離
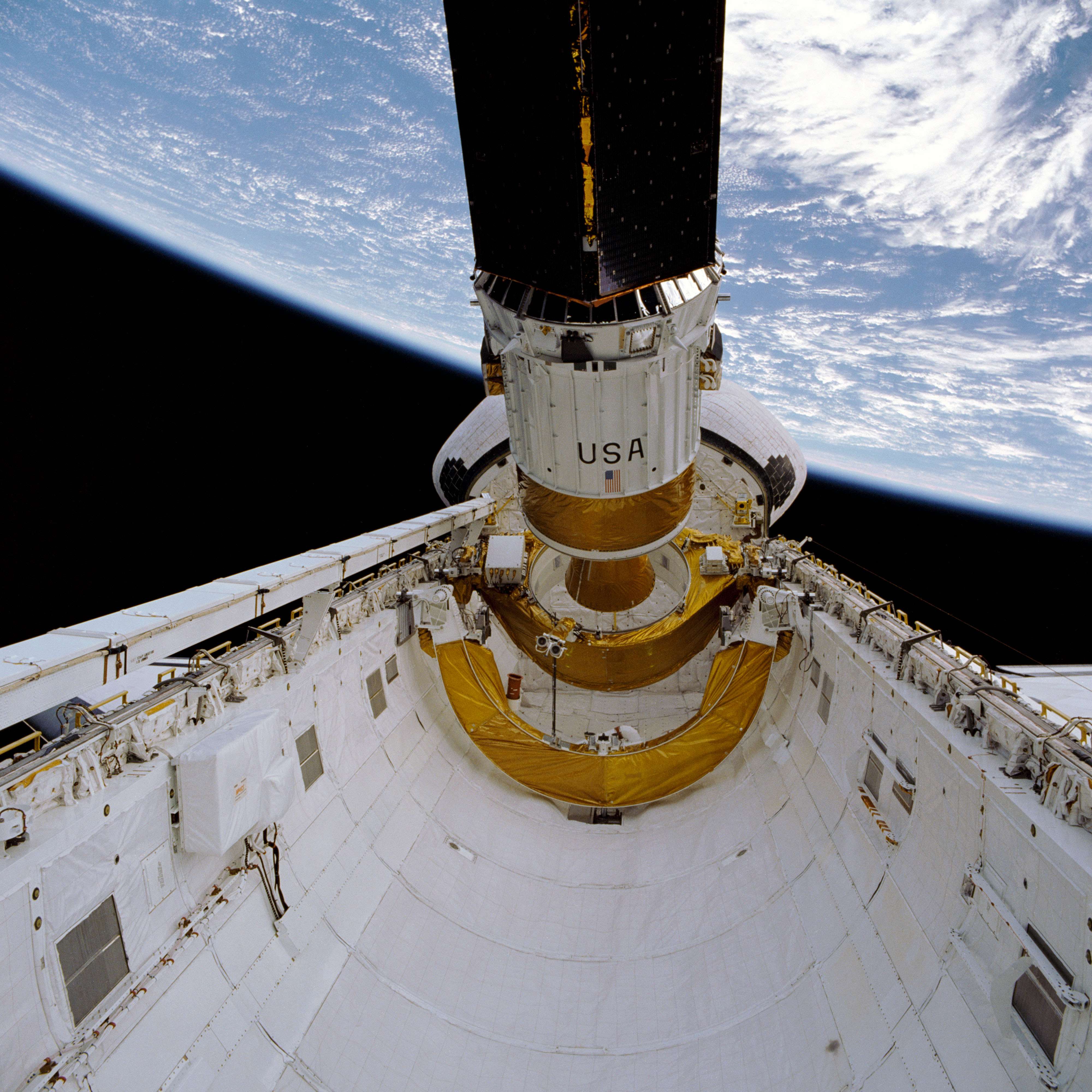
TDRS-4の放出
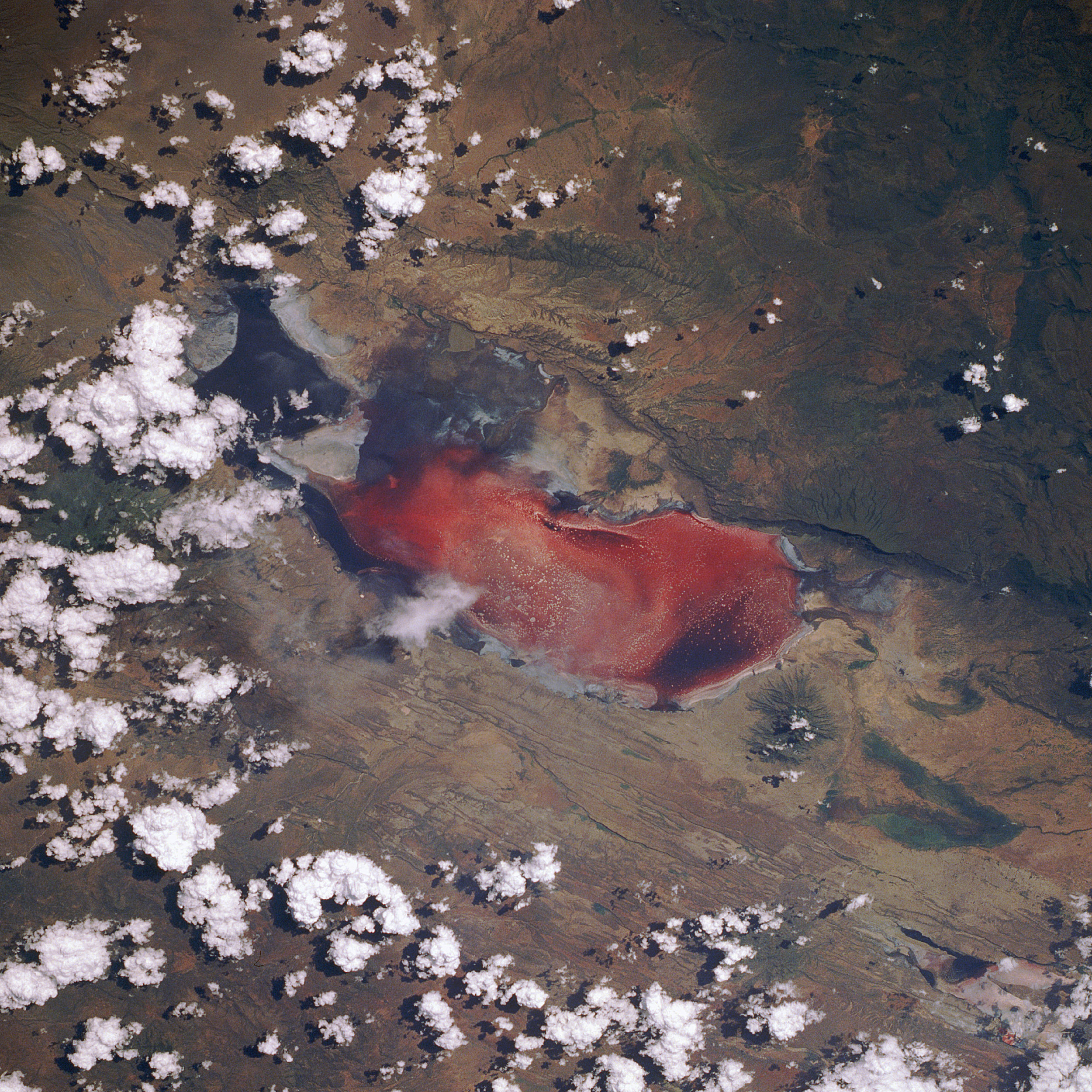
タンザニアのナトロン湖